# Dušan Tešnar
Dušan Tešnar (* 5. prosince 1945 Valašské Klobouky) je bývalý český politik, v 90. letech 20. století a počátkem 21. století poslanec Poslanecké sněmovny za ČSSD, v letech 2003-2007 viceprezident NKÚ (z toho v letech 2003-2005 pověřený prezident NKÚ).

## Biografie
Absolvoval Střední průmyslovou školu v Ostravě-Vítkovicích a potom Vysoké učení technické v Brně, kde na tamní strojní fakultě studoval obor strojírenská technologie. Působil pak ve Vítkovicích coby technolog, programátor číslicových strojů a projektant automatizovaných dílen, později ve výzkumném ústavu Imados na pozici výzkumného pracovníka pro logistiku, výrobní a skladovací systémy a také v podniku Projekta, kde byl vedoucím projektantem pro materiálové toky a projektování strojírenských dílen.
Po sametové revoluci se začal politicky angažovat. Již v lednu 1990 vstoupil do ČSSD. Ve volbách v roce 1996 byl zvolen do poslanecké sněmovny za ČSSD (volební obvod Severomoravský kraj). Mandát obhájil ve volbách v roce 1998 a ve sněmovně setrval do voleb v roce 2002. Byl členem sněmovního hospodářského výboru.
Působil i v místní politice. V letech 1990-1996 měl funkci zástupce starosty městského obvodu Ostrava-Jih se zodpovědností za školství a sociální péči. V komunálních volbách roku 1994 byl zvolen do zastupitelstva městského obvodu Ostrava-Jih za ČSSD. V komunálních volbách roku 2002 neúspěšně kandidoval do celoměstského zastupitelstva Ostravy. Profesně se tehdy uváděl jako konzultant.
Od 9. ledna 2003 působil jako viceprezident Nejvyššího kontrolního úřadu, přičemž poté, co zemřel Lubomír Voleník, byl pověřeným prezidentem NKÚ a tuto funkci zastával až do roku 2005, kdy byl jmenován trvalý nový prezident NKÚ. Na postu viceprezidenta NKÚ setrval do 10. září 2007, kdy rezignoval s odvoláním na rodinné důvody.